# Transskriptionsfaktor
Transskriptionsfaktorer, ofte skrevet transkriptionsfaktorer, er proteiner, der har en overordnet rolle i organismens liv ved at sikre, at de rigtige gener er udtrykt i den rigtige celle på det rigtige tidspunkt og i den rigtige mængde - igennem hele livet. I molekylærbiologiske termer er en transskriptionsfaktor et sekvens-specifikt DNA-bindende protein, der regulerer omskrivningen (transskriptionen) af den genetiske information fra DNA til messenger-RNA. Reguleringen sker ved at en transskriptionsfaktor binder sig specifikt til en bestemt DNA-sekvens for derved at starte processer, der tænder eller slukker for gen-ekspressionen og derved bestemmer detailniveauet af proteinbiosyntesen. De fleste af cellens signalveje har en transskriptionsfaktor som slutpunkt.
Det menneskelige genom koder for omkring 2600 proteiner med et DNA-bindende domæne, hvoraf langt de fleste tænkes at være transskriptionsfaktorer. Det er mere end 10% af alle 20.344 af menneskets protein-kodende gener, og transskriptionsfaktorerne er dermed en af de største familier af proteiner, som kendes.
Man kender transskriptionsfaktorer, der virker alene, og transskriptionsfaktorer, der virker sammen med andre transskriptionsfaktorer eller andre proteiner for at fremme (som en aktivator) eller blokere (som en repressor) bindingen af RNA-polymerase til specifikke gener. Mange gener viser sig at være flankeret af flere bindingssteder for transskriptionsfaktorer (responselementer), hvor en effektiv transskription kræver samvirke af flere transskriptionsfaktorer.

## DNA-binding
Et afgørende element for transskriptionsfaktorerne er, at de indeholder mindst et DNA-bindende proteindomæne (DBD), der knyttes til en bestemt sekvens af DNA (et responselement, en promotor eller en enhancer), som støder op til det gen eller de gener, der skal reguleres. Transskriptionsfaktorerne er inddelt i klasser baseret på arten af deres DNA-bindende domæne. Andre proteiner er også betydningsfulde for reguleringen af transskriptionen, men adskiller sig fra transskriptionsfaktorerne ved ikke at indeholde DNA-bindende domæner; det er bl.a. coaktivatorer, histon-acetyltransferaser, histon-deacetylaser, kinaser (se billedet ovenfor).

## Mekanisme
Transskriptionsfaktorerne er en meget blandet familie af proteiner, der oftest fungerer i samspil med andre proteiner, der er med til at bestemme specificiteten af processerne. Transskriptionsfaktorerne bruger en bred vifte af mekanismer til regulering af genekspressionen:
- stabilisering eller blokering af bindingen af RNA-polymerase til DNA

- katalysering af acetylering eller deacetylering af histoner enten direkte eller ved rekruttering af andre proteiner med denne katalytiske aktivitet.

- rekruttering af coactivatorer eller corepressor-proteiner til transskriptionsfaktor-DNA-komplekset (se billedet).

- binding af mikroproteiner, der danner ikke-fungerende heterodimerer med transskriptionsfaktorer.

## Mutationer
En mutation i en transskriptionsfaktor kan forårsage store ændringer i reguleringen af transskriptionen/genekspressionen/proteinsyntesen og kan derved forårsage specifikke sygdomme. Gener for transskriptionsfaktorerne benævnes som oncogener fordi mutationer kan føre til kræft. De benævnes også som suppressor-gener, da den normale funktion netop ikke fører til kræftdannelse.

## Nogle eksempler
- atrophin-1, AT-1 - ekspansion af GAG i genet for AT-1 medfører indførelsen af polyQ i proteinet, hvilket forårsager ataksi-syndromet dentatorubral-pallidoluysian atrophy (DRPLA), en såkaldt “polyQ-sygdom”.
- Serum response factor er en overordnet transskriptionsfaktor, der binder til serum response elementet, SRE, i promotor-regionen af mange gener, se billedet og en:Serum response factor.

- p53 (tumor protein p53, cellular tumor antigen p53, phosphoprotein p53, tumor suppressor p53, antigen NY-CO-13, transformation-related protein 53 eller TRP53) er også en overordnet transskriptionsfaktor, der er centrum i et komplekst system af signalveje.[1] I mange kræftceller findes p53 med en eller flere mutationer, der har medført ændringer i p53’s normale funktion.

- Kernereceptorer er transskriptionsfaktorer der ud over det DNA-bindende proteindomæne (se illustrationen for oven) også har andre domæner inkl. et hormonbindende domæne.

- CREB (eng. cAMP response element-binding protein) har bl.a. betydning for langtidshukommelse, neuroplasticitet, Alzheimers sygdom og skizofreni.[2]

- NF-κB (eng. nuclear factor 'kappa-light-chain-enhancer' of activated B-cells) har stor betydning for reguleringen af immunresponset, for celleproliferation og apoptose (celledød).[3]

- NF-AT (eng. nuclear factor of activated T-cells) er en familie af transskriptionsfaktorer, der regulerer genekspressionen af cytokiner som f.eks. interleukin-2 (IL-2).[4]

- Scleraxis transskriptionsfaktorerne udgør en superfamilie karakteriseret ved at indeholde et basic helix-loop-helix proteindomæne og regulere celledifferentiering, proliferation og oncogenese.[5]

- GATA1 er en transskriptionsfaktor, der aktiveres af EPO i erytrocytternes forstadier og medfører produktion af cytoskelet, hæmoglobin og andre molekyler, der har betydning for udviklingen og modningen af erytrocytterne og differentiering, overlevelse og proliferation.[6]

- STAT er en familie af transskriptionsfaktorer, der medierer mange aspekter af cellulær immunitet, proliferation, apoptose og differentiering og regulerer bl.a. genet for insulin-like growth factor 1.[7]

- CLK/BMAL1 er transkriptionsfaktor for proteiner involveret i pattedyrenes biologiske ur.

- Oct4, Sox2, Klf4 og c-Mys er transkriptionsfaktorer for stamceller.[8]

### Cofaktorer
- YAP1 (yes-associated protein-1) også benævnt YAP eller YAP65